# Antigama
Gli Antigama sono un gruppo grindcore polacco costituitosi nel 2000.

## Formazione
- Sebastian Rokicki - chitarra (2000-presente)
- Łukasz Myszkowski - voce (2000-2008, 2009-presente)
- Michał Zawadzki - basso (2011-presente)
- Paweł Jaroszewicz - batteria (2012-presente)

## Discografia

### Demo
- 2001 - Sweet little Single
- 2003 - Promo 2003

### Album in studio
- 2002 - Intellect Made Us Blind
- 2004 - Discomfort
- 2005 - Zeroland
- 2007 - Resonance
- 2009 - Warning

### Split
- 2003 - Siekiera/Destination Death (con gli Jan AG)
- 2004 - East Clintwood/Human Shit (con i Deranged Insane)
- 2004 - Blastasfuck (con gli Open Wound)
- 2004 - The World Will Fall Soon and We All Will Die (con i Third Degree ed Herman Rarebell)
- 2005 - Radiation Sickness/Thirteen Stabwounds (con i Bastard Saints)
- 2006 - Roots of Chaos (con i Deformed)
- 2007 - Antigama/Drugs of Faith (con i Drugs of Faith)
- 2007 - Slimewave Series Vol. 3 (con i Rot)
- 2007 - Pig Destroyer/Coldworker/Antigama (con i Pig Destroyer ed i Coldworker)
- 2007 - Nyia/Antigama (con i Nyia)
- 2012 - 9 Psalms of an Antimusic to Come (con i Psychofagist)